# Witalis Przybyłowski
Witalis Przybyłowski – kupiec warszawski, chorąży wojsk insurekcji kościuszkowskiej, komisarz Komisji Porządkowej Księstwa Mazowieckiego, nagrodzony złotą obrączką Ojczyzna Obrońcy Swemu nr 3.